# Þórisvatn
Þórisvatn je největší jezero na Islandu ležící v Islandské vysočině. Jeho rozloha se mění, protože voda z Þórisvatn se využívá do vodní elektrárny Vatnsfell. Jezero má tyrkysovou barvu.